# Åby (Norrköping)
Åby ist eine Ortschaft (Tätort) in der schwedischen Gemeinde Norrköping, die zur Provinz Östergötlands län gehört. Der Ort ist vor allem für eine Reihe archäologischer Funde bekannt.

## Beschreibung
Åby liegt etwa sieben Kilometer nördlich von Norrköping und besteht hauptsächlich aus Einfamilienhäusern. Die Siedlung erstreckt sich über einen Hang am nördlich Ende eines Tieflandes, das an die Bucht Bråviken anschließt. Durch Åby läuft der kleine Fluss Pjältån.
Der frühere schwedische Fußballnationaltrainer Georg Ericson lebte lange Zeit in Åby.

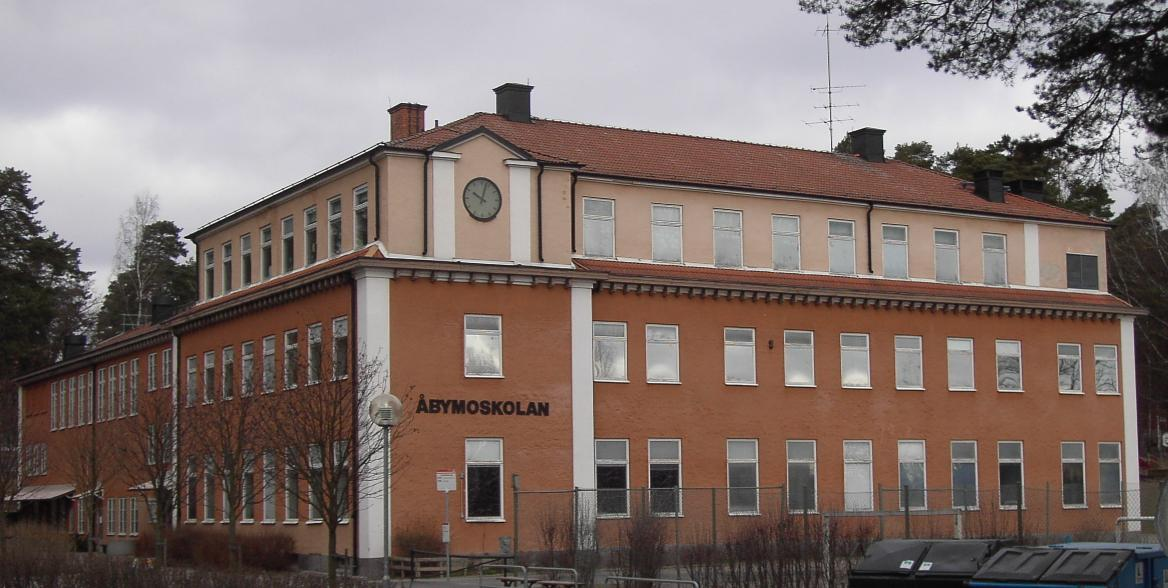
Eine Schule in Åby
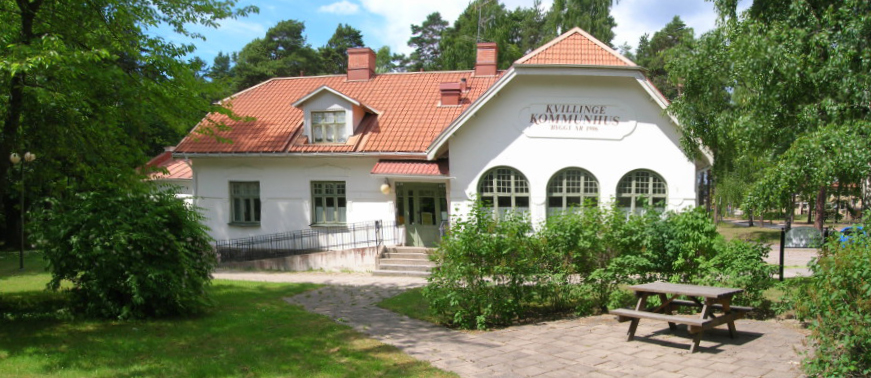
Ehemaliges Gemeindehaus in Åby

## Archäologie
1928 entdeckten die Forscher Torsten Engström und H. Thomasson auf einer 200 × 40 Meter großen Fläche eine beträchtliche Anzahl keramischer Gegenstände. Die Keramiken lagen bei ihrer Auffindung 26 bis 29 Meter über dem Meer und wurden auf die Zeit 3600 bis 2900 v. Chr. datiert. Zwischen 1934 und 1936 unternahm Axel Bagge weitere Ausgrabungen, bei denen nochmals 600 kg archäologisches Material zum Vorschein kam. Außer Keramik wurden gemauerte Herde und andere Gegenstände ausgegraben, die als Reste von Hütten und Gräbern gedeutet wurden. Die Ausgrabungen erfolgten nun in stetiger Folge (1947, 1952, 1960, 1992, 1994). Bemerkenswerte Funde waren z. B. bearbeitete Feuersteine, eine dreikantige Pfeilspitze aus Schiefer sowie jüngere Gegenstände aus der Zeit um das Jahr 1000.

## Neuere Geschichte
Im 17. Jahrhundert gab es einen Gutshof im heutigen Gebiet des Ortes, der eine wichtige Station im Postkutschennetz der Region war. Für mehrere bekannte Personen dieser Zeit ist es belegt, dass sie in Åby Halt machten. Unter ihnen finden sich der Festungsbaumeister Erik Dahlberg, der Reichsmarschall Axel von Fersen, die Sängerin Christine Nilsson und der Naturforscher Carl von Linné.

## Verkehr
Einen weiteren Aufschwung erlebte der Ort 1866 mit der Einrichtung der Södra stambana zwischen Norrköping und Katrineholm, die zur Anlage mehrerer Industriebetriebe führte. Das Bahnhofsgebäude entstand 1915, 1962 wurde der Personenhalt aufgelassen.